# Viļaka (novads)
Viļaka (łot.: Viļakas novads) – jeden z łotewskich novadsów, funkcjonujący w latach 2009–2021.

## Historia
Novads powstało na terenach należących przed 2009 do rejonu Balvi.
W skład novadsu wchodziło miasto Viļaka oraz sześć pagastsów: Kuprava, Medņeva, Susāji, Šķilbēni, Vecumi i Žīguri. Jego stolicą zostało miasto Viļaka.
Zlikwidowany w ramach reformy administracyjnej 30 czerwca 2021. Wszedł w całości w skład nowego novadsu Balvi.